# Luigi Legnani (Bildhauer)
Luigi Legnani (* 29. Dezember 1851 in Ferrara; † 11. September 1910 ebendort) war ein italienischer Bildhauer und Maler.

## Leben

### Jugend
Er entstammte der kinderreichen Familie des Geigerpaares Francesco und Maria Caselli. Sein Vater, der sieben Kinder zu ernähren hatte, musste 1857 wegen großer wirtschaftlicher Schwierigkeiten beim Stadtrat um Armenunterstützung ansuchen. Am 13. August 1868 richtete er ein Gesuch an den Provinzialrat, seinem Sohn Luigi die Fortsetzung seiner Studien an der Städtischen Kunstschule in Ferrara zu ermöglichen, das am 19. Februar des folgenden Jahres genehmigt wurde. Der junge Luigi zeichnete sich in den Schuljahren 1865–66 und 1866–67 als Schüler von Girolamo Domenichini, dem Sohn von Gaetano, an dieser Schule, die sich im Palazzo dei Diamanti befand. aus und wo er von 1864 bis 1876 studierte. An der Schule für Disegno di Figura erhielt er einen Preis für zwei Gipsköpfe, während er an der Schule für Elementi di Ornato unter Giovanni Pividor eine lobende Erwähnung für seine „Kopie eines Lapis-Lumeggiata-Drucks“ erhielt. 1872 erhielt er, ebenfalls unter der Leitung von Domenichini, die Bronzemedaille (zweiter Preis) für die Kopie einer Gipsstatue, während der erste Preis an Gaetano Previati ging.
1869 schrieb sich Legnani an der Scuola di Scultura ein, die nach dem Tod des Lehrers Giuseppe Ferrari für einige Zeit geschlossen war und von dem aus Rom zurückgerufenen Angelo Conti wieder eröffnet wurde. 1872 erhielt er eine weitere Bronzemedaille für eine Statue „nach dem Leben“ und eine Silbermedaille für eine Statue „nach der Antike“. 1874 bat er zusammen mit seinem Partner Ernesto Maldarelli beim Präsidenten der Società Tisi um die Erlaubnis, eigene Werke ausstellen zu dürfen, und erhielt einen Preis für einen Basrelief-Torso des griechischen Genius. Weitere Schüler waren Emanuele und Giulia Davia (Kinder des Marmorbildhauers Gaetano), Emilio Fei und Luigi Crivellucci. 1876 erhält Legnani erneut 50 Lire für eine Gipsarbeit und eine Silbermedaille für eine Aktdarstellung nach dem Leben an der von Giovanni Pagliarini geleiteten Scuola di Pittura e Nudo. Sowohl Legnani als auch Giuseppe Mentessi erhalten mit Beschluss vom 12. Februar 1877 von der Provinz Ferrara eine finanzielle Unterstützung, nachdem der junge Luigi am 24. Oktober des Vorjahres einen entsprechenden Antrag gestellt hatte. Bei Conti, der 1876 starb, lernte der junge Bildhauer sowohl Technik als auch Stil und übernahm die Handschrift seines Lehrers in einigen seiner späteren Werke, wie dem segnenden Jesus für das Poli–Grabmal (heute Teodori Zecchi, Bogen Nr. 263) und den Familienbüsten, darunter Gaetano, die den Büsten Contis für das Santini–Grabmal ähneln, beide in der Certosa der Stadt. Da es der Schule in Ferrara an Lehrern mangelte, entschloss sich Legnani, seine Fähigkeiten an der Accademia di Brera zu vervollkommnen, nachdem er sowohl Gemälde (Der Amtsarzt, Die Engelspforte, Die frühen Morgenstunden) als auch Skulpturen (Der Schmerz) auf der Esposizione del Circolo Artistico Industriale in Ferrara 1877 ausgestellt hatte.

### Mailänder Periode
Angesichts der Schwierigkeiten, sein Studium fortzusetzen, richtete er am 12. August 1878 ein weiteres Gesuch an den Stadtrat von Ferrara, nachdem er gleichzeitig auf Empfehlung der Stadtverwaltung Stipendien der Provinz beantragt und erhalten hatte. Am 25. Mai 1878 wurde er in die Scuola di Nudo aufgenommen und am 1. Mai 1879 (Matrikel 635=1) in den ersten Jahrgang des Bildhauerkurses unter Francesco Barzaghi, der einen großen Einfluss auf Legnanis Ausbildung hatte. Ein weiterer Lehrer, der mit dem Ferrareser in Kontakt stand, war Luigi Bisi, vom Lehrstuhl für Perspektive, der spätere Direktor der Accademia. Bisi informierte Agostino Villani, dem Sekretär der Provinzdeputation von Ferrara, über die Fortschritte des jungen Schülers, der inzwischen einen bedeutenden Preis ex aequo „für die Kopie eines Aktes im Flachrelief in den letzten Experimenten“ erhalten hatte.
Im Jahr 1880 unterzeichnete Barzaghi ein weiteres Stipendiengesuch, datiert mit 11. August, das der Ferrarese an seine Provinz schickte. Von diesem Meister lernte Luigi die Kunst der Marmorbearbeitung, vom Stiacciato bis zum Sottoquadri. Im Jahr 1881 schickte er ein weiteres Stipendiengesuch nach Ferrara, um eine lebensgroße Statue einer Musikerin, eines Mädchens, das eine Drehorgel spielt, in Gips und zuerst in Ton für die Ausstellung in der Brera anzufertigen. Sie hat einen düsteren und pathetischen Ausdruck, der dem Zeitgeschmack der lombardischen Scapigliatura entspricht, wenn nicht sogar „populistisch“ ist, und in dem die Einflüsse der von ihm bewunderten Mailänder Meister von Barzaghi bis Giuseppe Grandi zu erkennen sind.

### Rückkehr nach Ferrara
Nach der Ausstellung von 1881 kehrte der dreißigjährige Legnani in seine Heimatstadt zurück, um sich hauptberuflich als Bildhauer zu betätigen, während der Lehrstuhl für Bildhauerei an der städtischen Schule an Luigi Bolognesi ging, der dort etwa fünf Jahre blieb. Die ersten dokumentierten Werke sind die Medaillons der Geschwister Giovanni und Angelina Borsari, Söhne des 1881 verstorbenen Ingenieurs Angelo, die bereits im Oktober 1881 in seinem Atelier in der Via Borgoleoni Nr. 67 (Palazzo Crispi und später Via Colonna Nr. 1) entstanden, aber erst am 21. Dezember 1883 dort aufgestellt wurden (Bogen 217).

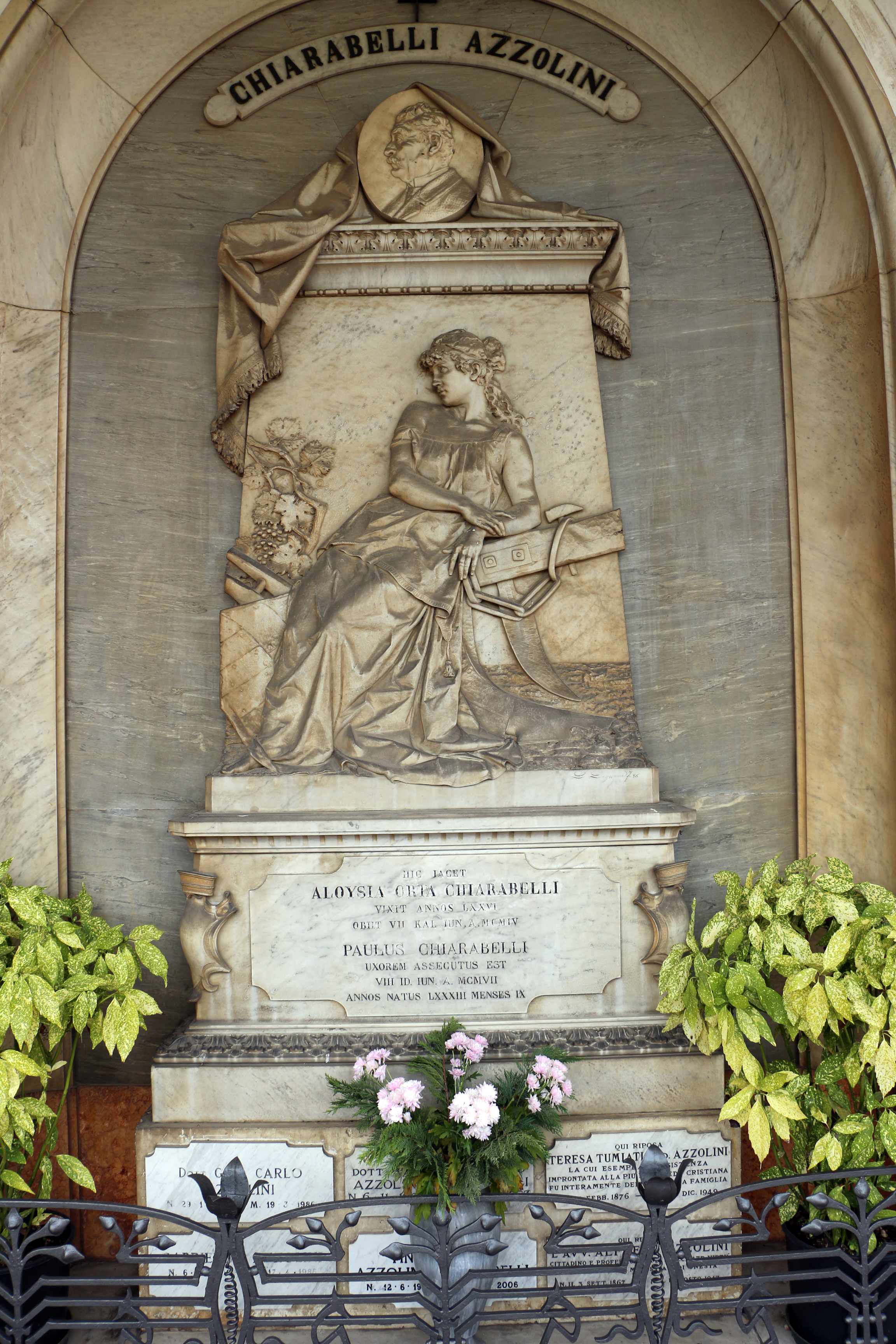
Chiarabelli-Azzolini-Denkmal, 1886

Im darauffolgenden Jahr schuf er die Medaillons von Adelisia Ravalli (Colombario 123, Sala Casazza) und Francesco Carnevali (Colombario 103, Sala Casazza), die sich durch ihre starke Ausdruckskraft auszeichnen, und unmittelbar danach das Denkmal für Mari Monti (Bereich zwischen San Cristoforo und Famedio), das einzige, das Legnani als Vollplastik ausführte. Ein weiteres Medaillon stammt aus dem Jahr 1883 (Präfekt Miani, Bogen 126) und ist der erste öffentliche Auftrag der Deputation der Provinz Ferrara, die ihn bei seinen Studien unterstützt hatte. Nach dem Tod Garibaldis beauftragte ihn dieselbe Deputation 1883 mit der Anfertigung eines Halbporträts in Marmor für die Sala del Consiglio des Schlosses, dessen Gipsmodell Tisi geschenkt wurde. Aufgrund des Erfolges dieses Werkes wurde er im selben Jahr auch mit einem Porträt von Cavour beauftragt; wahrscheinlich stammen von ihm (oder zumindest eine von ihnen) auch die drei Büsten der Könige von Savoyen, die sich einst im Giochi-Saal des Schlosses befanden und heute nicht mehr auffindbar sind. Er wollte vor allem Porträtmaler für Mitglieder der städtischen Bourgeoisie und Ausführender ihrer Grabmäler werden, letzteres in der Absicht, den „Purismus der Schüler Teneranis und die realistische, aber etwas algide Ader seiner produktiveren Schüler wie Torregiani und Zuffi zu modernisieren“. 1884 schuf er den Grabstein für Celio Calcagnini. Als Beweis für den Erfolg seiner Werke in der Certosa wurde Legnani Anfang 1882 zum Mitglied der Tisi gewählt und nahm im folgenden Jahr an der Kommission einer von der Gesellschaft gesponserten Benefizausstellung teil. Im Jahr 1885 nahm er an der wichtigen künstlerisch-industriellen Ausstellung im Palazzo dei Diamanti teil, wo er sich in der Sektion Bildhauerei auszeichnete (an der auch Luigi Bolognesi, Angelo Lana und der junge Giovan Battista Longanesi-Cattani teilnahmen) und mit einer Goldmedaille und dem begehrten Bortoletti-Preis ausgezeichnet wurde.
1886 wurde er als Nachfolger von Luigi Bolognesi, der endgültig nach Rom ging, zum Professor für Bildhauerei am Civico Ateneo ernannt. Sein Nachfolger wurde 1910 Giovan Battista Longanesi-Cattani, der ihn aus gesundheitlichen Gründen bereits mehrmals vertreten hatte. Zu Legnanis besten Schülern zählen Arrigo Minerbi, Mario Sarto, Giovanni Pietro Ferrari, Giuseppe Virgili und Annibale Zucchini.
Anfang der 1880er Jahre verließ er zusammen mit anderen Künstlern die Tisi und gründete den Circolo Artistico Ferrarese. Am 7. August 1892 heiratete er die 1874 geborene Elisa Piombelli, aus dessen Ehe am 20. März 1898 Francesco hervorging. Die Ausstellungstätigkeit des neuen Kreises fand in einem Theatersaal an der Piazza Sacrati statt (1893), war aber nur von kurzer Dauer: Bereits 1884 stellte der Bildhauer wieder mit Tisi aus. Am 12. Juni 1895 weihte er in den Räumen der öffentlichen Bibliothek die von der Stadtverwaltung in Auftrag gegebene Tasso-Büste ein, in der er mit gelehrten Zitaten künstlerische Lektionen über die vergangenen Jahrhunderte erteilte.
Zu Beginn des neuen Jahrhunderts erhielt er den Auftrag für eine Büste von Viktor Emanuel III. für den Provinzialratssaal, die sich damals im Salone dei Giochi des Schlosses befand und heute zusammen mit den Büsten von Viktor Emanuel II. und Umberto I. verschollen ist. Kurz zuvor (1899) war er mit der Ausführung einer Büste des Gelehrten Antonio Frizzi aus Ferrara beauftragt worden, an deren Wettbewerb auch Ambrogio Zuffi teilgenommen hatte. Wahrscheinlich nahm er zusammen mit seinen Kollegen Minerbi, Angelo Lana und Gaetano Galvani an einem Wettbewerb für eine Büste des kürzlich verstorbenen Giuseppe Verdi teil, den Galvani gewann und dessen Werk im Februar 1903 im Atrium des Stadttheaters eingeweiht wurde. Kurz darauf rächte er sich an Galvani mit dem Porträt von Girolamo Frescobaldi, das für dasselbe Theater bestimmt war. Zu Beginn des 20. Jahrhunderts schien er fast an einer schizophrenen Dissoziation zu leiden, da er verschiedene hyper-realistische Porträts aus dem 19. Jahrhundert, die er zuvor ausgeführt hatte, mechanisch kopierte, von dem des Herzogs Galeazzo Massari für das Atrium des Erholungsheims bis zu dem von Carlo Grillenzoni (das er 1905 dem Museo del Risorgimento schenkte, nachdem er es erneut in lokalen Kollektiven ausgestellt hatte).
Nach den begeisterten Kritiken, die das Denkmal von Anna Barillari-Cavalieri erhalten hatte, beteiligte sich Legnani am Wettbewerb für das Garibaldi-Denkmal, zunächst als Mitglied der technischen Jury zusammen mit Augusto Droghetti, Pietro Niccolini und Giuseppe Agnelli. Säter verzichtete er auf diese Aufgabe zugunsten des Ingenieurs Giuseppe Gatti-Casazza, Sohn von Stefano, einem der Förderer des Wettbewerbs. Mit der Ausführung des Denkmals wurde Tullo Golfarelli aus Bologna beauftragt, der auch Mitglied der Jury war, obwohl der Wettbewerb nur für Künstler aus Ferrara ausgeschrieben war. Durch die Turbulenzen des Wettbewerbs (Golfarelli hatte anscheinend ein Modell eingereicht, das von Luigi Bolognesi kopiert worden war, der sich aus Verbitterung über die Affäre am Morgen des 15. Dezember 1907 in Rom das Leben nahm) litt auch Legnani nicht nur unter psychischen, sondern auch unter physischen Symptomen, so dass er in seiner Lehrtätigkeit durch den Stellvertreter Longanesi-Cattani auf dem Lehrstuhl für Bildhauerei an der städtischen Schule ersetzt wurde. Dies hinderte ihn jedoch nicht daran, mit der 1906 dank Giuseppe Agnelli neu gegründeten Vereinigung Ferrariae Decus bei verschiedenen Restaurierungsarbeiten zusammenzuarbeiten. Im Jahr 1910 schickte er an Königin Elena ein Porträt von ihr auf einem Bronzemedaillon und erhielt als Belohnung eine goldene Uhrkette.
Legnani starb in Ferrara an den Folgen eines Aortenaneurysmas. An der Beerdigung nahmen Maldarelli, Diegoli, Zuffi, Roda, Droghetti, Angelo Longanesi (der die Zügel des Wagens hielt), Edmondo Fontana, Amerigo Ferrari, Amedeo Colla, der Sammler Emilio Arlotti, Ing. Carini und die Schüler der heute nach Dosso Dossi benannten Bürgerschule, darunter Mario Sarto, der sowohl das Marmorporträt auf dem Grabmal des Lehrers als auch eine Marmorkopie seines Tancredi Trotti Mosti anfertigte, das sich heute im Museo del Risorgimento befindet (obwohl die damaligen Chroniken das Original nicht Legnani zuschreiben).

## Andere Aktivitäten
Als Restaurator wurde er 1894 in der Certosa mit der Reinigung der Büsten von Conti, Torreggiani und Tenerani beauftragt; 1908 untersuchte er die Büste von Ercole II. d’Este des Marmorbildhauers Francesco Leoni (1845–1924), die auf der Po-Ausstellung in Piacenza gezeigt werden sollte, und wiederum mit Leoni überführte er für die Ferrariae Decus nach der Restauration das Denkmal von Tommasina Gruamonti vom Ateneo in die Certosa.

## Der Stil
Legnani war zweifellos von der lombardischen Bildhauerkunst beeinflusst, aber in seinem vielfältigen Schaffen wurde er auch von einigen Bildhauern aus Mittelitalien beeinflusst, die er wahrscheinlich auf den Ausstellungen kennenlernte. Man kann sagen, dass Legnani in Ferrara der bedeutendste Vertreter des für die umbertinische Epoche typischen Eklektizismus in der Bildhauerei war, der sich in der Wiedergabe der in Marmor umgesetzten Motive fast einem Hyperrealismus annäherte. Im Laufe der Jahre vereinheitlichte er seine Werke in Richtung des aktuellen nationalen Stils.

## Wettbewerbe und Ausstellungen
Teilnahme am Wettbewerb für das Denkmal Giuseppe Garibaldis in Ferrara, das später von Golfarelli ausgeführt wurde.
Im selben Jahr, in dem er seine Lehrtätigkeit aufnahm (1886), besiegte er Longanesi auf einer Tisi-Ausstellung, indem er einige Büsten präsentierte und eine Goldmedaille gewann; er wurde zur V. Esposizione Nazionale Artistica in Venedig (1887) eingeladen, wo er einige seiner Mitschüler (Bistolfi, Previati, Segantini) wiedertraf. Auf den Ausstellungen der Tisi in den Jahren 1873 und 77 stellt er verschiedene Gemälde aus, darunter Der Amtsarzt, Die Engelspforte, Die frühen Morgenstunden und die Skulptur Der Schmerz. In den Jahren 1882 und 1885 stellte er Die Drehleierspielerin (1881 in Mailand ausgestellt), die beiden Skizzen Die Sterbende und Blumen auf dem Grab, eine Kinderbüste, Römisches Kostüm und weitere Büsten aus und erhielt dafür eine Goldmedaille. In den Jahren 1887 und 1888 (Preis des Ministero della Pubblica Istruzione) stellt er zwei Landschaften aus, die aus den Werken der Mitglieder stammten. 1889 die Terrakotten Das Sklavenmädchen, Der Friulaner, ein Junge, eine Dame und Seemann; 1890 Der Seemann; 1891, 1894 und 1895 fünf Werke, darunter ein Medaillon aus Marmor; 1901 sechs Kopien des Porträts von Giuseppe Verdi in Scagliola und schließlich 1905 das Porträt von Grillenzoni.
1872 nahm er an der Ausstellung im Civico Ateneo teil; 1892 im Palazzo dei Diamanti und 1893 im Circolo Artistico Ferrarese (Arbeiterbüste, Chioggiotto, verschiedene Terrakotta-Entwürfe); im Frühjahr 1900 erneut im Diamanti: Neun Werke, darunter Lautenspielerin, Tänzerin und sieben dekorative Platten, die ihm das Diploma di I° grado einbrachten, womit er Chinarelli, Chendi und den jungen Minerbi übertraf, und 1901 (Ave Maria in Marmor; Medaillons in Scagliola und bronzierte Terrakotta von Giuseppe Verdi, wobei er von verschiedenen Familien und von Tisi Aufträge für Kopien erhielt). Er stellte nicht nur 1887 in Venedig aus, sondern auch 1888, anlässlich des 700. Jubiläums der Universität Bologna. in Bologna (Kleiner Seemann, Marmorbüste, jetzt in der Sammlung Assicoop Modena-Ferrara).
In den frühen 1880er Jahren durchlebte die Tisi eine schwere Krise. Die Unterzeichner der Kontroverse, die an die Zeitungen geschickt wurde, führten dies auf die begrenzten moralischen und materiellen Nutzen der jüngsten Ausstellungen (der jährlichen Ausstellungen von 1890, 1891 und 1892) zurück. Zu ihnen gesellten sich Ernesto Maldarelli, Ambrogio Zuffi, Mazzolani, Medini und die Brüder Angelo und Giovan Battista Longanesi-Cattani. Die Brüder gründeten den Circolo Artistico Ferrarese. Legnani schloss sich ihnen an.
Obwohl er eingeladen worden war, konnte er 1886 nicht an der Prima Esposizione di Belle Arti in Livorno teilnehmen.

## Werke
Neben den bereits erwähnten Werken gibt es sapphische und sinnliche Arbeiten (Das Sofa), Porträts von Präfekten (Michele Miani), Kanonikern, jungen Damen und Herren, in einem eklektischen Ensemble, das den unterschiedlichen Anforderungen der provinziellen Aufträge unterworfen war und mit einem tadellosen Sinn für das Handwerk respektiert wurde, während es aufgrund seiner fehlenden religiösen Neigung keine Werke in Kirchen gibt.
Aufgrund seiner Beziehungen zu Sammlern in Ferrara schuf Legnani die Gipsbüste von Antonio Santinis Frau Malvina Montanari (die 1881 im Alter von 43 Jahren starb), des Kindes Alberto Zaina (1885, Terrakotta, Museo Civico di Palazzo Massari) und von Nina, der Tochter von Ettore Testa, in Certosa, Bogen Nr. 251.
Für die Certosa di Ferrara schuf er ab 1882 eine große Anzahl von Büsten, Denkmälern und allegorischen Figuren:
- Mosti Grab, 1876
- Clarina Avogli Trotti Denkmal, Eingeweiht Ende 1885, Bogen Nr. 96
- Gebet, 1885
- Chiarabelli-Azzolini-Grab, 1886 (einer der seltenen Fälle eines signierten Werks), Bogen Nr. 82[26]
- Guerrini Poli Grab, 1887/88, Bogen Nr. 256
- Galloni Gardi Grab, Porträts nebeneinander, 1887, Bogen Nr. 463
- Crema-Büste, 1887, Cappella Crema (eine weitere seltene signierte Arbeit)
- Grab von Maria Teresa Roda Borelli, 1888, Bogen Nr. 59, mit Grab des Malers Mazzolani (1842–1916), verwandt mit der Familie durch seine Frau Antonietta[27]
- Venturini Bonsi Grab, 1892, Bogen Nr. 259
- Frabettii Grab (jetzt Sturla-Avogadri), 1893, Bogen Nr. 261[28][29]
- Magnani Grab, 1893, Bogen Nr. 236
- Lattuga Grab, eingeweinht 1895, Bogen Nr. 60[30][31]
- Büste von Bice Costabili, signiert und datiert auf der Seite 1897, Cappella Mosti-Trotti
- Büste von Signora Maria Bianchini Zanibelli[3]
- Frabetti Grab, heute Avogadri-Sturla[29]
- Anna Barillari-Cavalieri Grab, 1905/07, Bogen Nr. 281, dessen „Amor“-Entwurf sich im Kloster Santo Spirito befindet[4]

Büsten in der Sala Benefattori des Ospizio di Ferrara, heute Palazzo del Centro Servizi alla Persona:
- Galeazzo Massari, 1900: aus Marmor im Palazzo Ricasoli und im Ospizio di Ferrara sowie drei Gipskopien, eine in der Certosa (Kapelle Massari Zavaglia) und zwei im Staatsarchiv, eine davon ohne Sockel.[4][33]
- Paolo Lovetti, 1907
- Gaetano Poli
- Augusto Ronchi
- Batmos Bellati

### Weitere Werke
- Büste von Cavour, 1883, Museo del Risorgimento e della Resistenza[34][35]
- Büste des Bürgermeisters Gaetano Spisani, 1886, Marmor, Rathaus von Copparo[4]
- Büsten von Grillenzoni, 1886 (Anatomisches Theater des Palazzo Paradiso) 1903, Treppenhaus des Instituts Esposti e Maternità, 1905 (Museo del Risorgimento e della Resistenza, Ferrara)[3][4]
- Kopie der Büste von Carlo Grillenzoni, Luisa Recalchi Grillenzoni und des Medaillons von Carlo Grillenzoni, 1888, Marmor, ehemaliger Kindergarten Grillenzoni heute Casa Betania[4][36]
- Büste von Torquato Tasso, 1895, Marmor[37] in Ariostea und im'Archivio di Stato di Ferrara[38][4]
- Büste des Schmerzes, 1897, Arcispedale Sant'Anna[4]
- Büste von Antonio Frizzi, 1900, Marmor, Sala dei Matrimoni, Comune di Ferrara[39] während sucg das Gipsmodell in Archivio Storico Comunale befindet[12]
- Büste von Giovanni Martinelli, 1906, Marmor[40] Biblioteca Ariostea[4]
- Busto, 1907, Atrium des Krankenhauses von Ferrara
- Büste von Girolamo Frescobaldi, 1908, Atrium Teatro Comunale[4]
- Büste von Giuseppe Verdi[41]
- Grossi Grab[42]
- Mädchenbüste, Palazzo Massari[4]

## Werke mit ungewisser Zuordnung
- Porträt von Ludovico Ariosto, Ferrara, Collezione Cavicchi
- Medaillon von Ludovico Ariosto, Marmor, Biblioteca Comunale Ariostea[43]
- Venturini Grab, (Werk zugeschrieben)[44]
- Sepolcro Guglielmini, (Werk zugeschrieben), Bogen Nr. 274[45]